# Пилипюк, Василий Васильевич
Василий Васильевич Пилипю́к (10 января 1950, Новоселица, Станиславская область — 18 ноября 2017, Ровно) — советский и украинский фотохудожник. Заслуженный деятель искусств Украины (1998).

## Биография
Родился 10 января 1950 года Новоселица (ныне Ивано-Франковская область, Украина). Прошёл путь от фотокорреспондента районной газеты до известного украинского фотохудожника. В 1974 году окончил факультет журналистики ЛГУ имени И. Я. Франко. Работал в районных газетах Снятина, в ивано-франковских газетах. После переезда во Львов работал в газете «Львовский железнодорожник», плодотворно сотрудничал с областными, республиканскими и тогдашними всесоюзными журналами. Вскоре перешёл на должность собкора журнала «Украина» во Львове и его англоязычного издания «Ukгаіnе» (1973—1989). С 1990 года — главный редактор журнала «Свет и тень» (восстановил издание украинского фотожурнала 1933—1939 годов). Президент Частного издательского предприятия «Свет и тень». Профессор (2015). Художник Международной федерации фотоискусства (FIAP) (2007), президент издательского предприятия «Свет и Тень», главный редактор журнала «Свет и Тень», член СЖУ, член президиума и правления Национального союза фотохудожников Украины, заместитель президента Всемирного объединения фотографов украинцев (С. А. Ф. У. США), профессор Львовской национальной академии искусств.
Скончался скоропостижно 18 ноября 2017 года под городом Ровно. Похоронен на Личаковском кладбище во Львове.

## Биографические сведения

### Творчество
Участник многочисленных фотовыставок, автор 87 фотоальбомов, среди них — «Львов», «Живица», «К тебе понесутся», «Пиета в камне», «Львовский государственный академический театр оперы и балета им. И. Франко», «Львовщина», «Ровенщина», «В краю Черемоша и Прута», «В мир широкий», «Древний Галич», «Львов. Времена года», «Золотая подкова Украины», «Львов соборный», «Львов с Высокого Замка», книги серии «Фигуры»: «Рыцарь нации» — Н. Ф. Колесса, «Чудотворная самобытность» — Г. Кирпа, «Погоня» — Д. Павлычко, «Всегда учитель» — И. Я. Франко, «Миры Святослава Гординского», «Сподвижник национальной медицины» — М. Павловский, «Мир моей любви» — М. Поплавский, «Властелин каменного кольца» Возницкий, и последующие издания: «Это моя Украина», «Для тебя, Львов, я живу!», «Земля Франко, кланяюсь тебе! Львовщина», «Украина, ты для меня чудо!», «Львов, озаренный небесами», «Львовский государственный университет внутренних дел» и тому подобное.

## Награды и премии
- Заслуженный деятель искусств Украины (1998)
- Государственная премия Украины имени Тараса Шевченко (1993) — за фотохудожественные альбомы «Живица», «Львов», «К тебе полетят»
- Премия имени Александра Гаврилюка в области литературы и искусства (1981)
- Премия имени Н. А. Островского (1988)
- Орден «За заслуги» III степени (2000)

## Интернет-источники
- Фотогалерея Василия Пилипьюка
- http://who-is-who.ua/main/page/xxif/60/144 Архивная копия от 20 июня 2017 на Wayback Machine
- https://web.archive.org/web/20090813162950/http://www.ethnos.lemky.com/ethnos/170-pidljashshja.-zemlja-sered-vichnosti.html
- Журнал «Свет и тень» за 1991 и 1993 года.